# Devil Between My Toes
Devil Between My Toes is het 1e studioalbum van de Amerikaanse indierockband Guided by Voices. Van de eerste uitgave werden 300 exemplaren geperst. In 1993 werd een geremasterde versie uitgebracht op het Duitse label Get Happy!!. Hiervan werden 1000 exemplaren geperst. In 1995 werd door Scat de boxset Box uitgebracht waarop de eerste vijf albums en een zesde, niet eerder verschenen album werden opgenomen waaronder dus ook Devil Between My Toes.

## Productie
In 1986 verscheen het echte eerste werk van de band, de ep Forever Since Breakfast. Frontman Robert Pollard was er niet tevreden over en besloot het eerste volwaardige album zelf te produceren. Hij had een cassette met fragmenten uit de tijd dat de ep werd opgenomen. Uit die cassette putte Pollard inspiratie voor het album. De muziek werd opgenomen in Steve Wilbur's 8 Track Garage, een naam die Pollard gaf aan Nemesis Records. Hij wilde de naam Nemesis niet gebruiken op zijn albums. Bijna alle albums tot aan Vampire On Titus (1993) zouden daar opgenomen worden.

## Hoesontwerp
Voor het hoesontwerp had Pollard een nog te maken schilderij in gedachten dat hij The Future Is In Eggs noemde. Het schilderij zou gebaseerd zijn op een schilderij van een hanengevecht in de koloniale tijd. Toen hij de beoogde schilder niet kon vinden, bedacht Pollard een alternatief. Op de uiteindelijke hoes prijkt een foto van een haan. Deze haan, Big Daddy, kocht Pollard als kuiken voor zijn zoon. Het dier groeide echter uit tot een haan zo vals dat Pollard hem cadeau deed aan zijn buurvrouw. Gitarist Mitch Mitchell nam de foto terwijl de haan hem vanuit zijn omheining probeerde aan te vallen, wat resulteerde in een wazige foto. Pollard noemde het dier "a devil between my toes", een verwijzing naar de filmtitel An Angel on My Shoulder (1946). Die naam bleef hangen en werd de titel van het album.

## Ontvangst
Het album wordt gezien als vooraankondiging van het latere werk dat de band zou uitbrengen. Het album bevat een mix van genres die onsamenhangend genoemd worden maar ook afwisselend. Volgens Brian Egan van AllMusic is er nog geen consistentie aanwezig zoals later in de jaren 90 maar wel al de "songwriting sensibility" en het "pop instinct". A.T. Bossenger van Treble schrijft: "Even early on in their career Pollard et al managed to cover a lot of ground in half an hour from open hearted thrashers to spacey ballads (...) to British-invasion styled pop anthems." Hij merkt op dat een paar nummers lijken op R.E.M., een band waar Guided by Voices vaker mee vergeleken wordt qua geluid.

## Tracklist
Alle muziek en teksten zijn geschreven door Robert Pollard, tenzij anders aangegeven. 
| Nr. | Titel                                                           | Duur |
| --- | --------------------------------------------------------------- | ---- |
| 1.  | Old Battery                                                     | 1:46 |
| 2.  | Discussing Wallace Chambers                                     | 1:48 |
| 3.  | Cyclops                                                         | 1:50 |
| 4.  | Crux (R. Pollard, Mitch Mitchell, Jim Pollard)                  | 2:24 |
| 5.  | A Portrait Destroyed by Fire (R. Pollard, Mitchell)             | 5:09 |
| 6.  | 3 Year Old Man (R. Pollard, J. Pollard)                         | 1:39 |
| 7.  | Dog's Out                                                       | 2:09 |
| 8.  | A Proud and Booming Industry (R. Pollard, Mitchell, J. Pollard) | 1:03 |
| 9.  | Hank's Little Fingers                                           | 2:13 |
| 10. | Artboat                                                         | 2:27 |
| 11. | Hey Hey, Spaceman                                               | 2:51 |
| 12. | The Tumblers                                                    | 2:39 |
| 13. | Bread Alone (R. Pollard, J. Pollard)                            | 1:09 |
| 14. | Captain's Dead                                                  | 2:00 |

## Bezetting
- Robert Pollard, zang
- Tobin Sprout, gitaar en achtergrondzang
- Steve Wilbur, gitaar
- Mitch Mitchell, bas
- Kevin Fennell, drums
- Peyton Eric, drums